# 杂色噪鹛
杂色噪鹛（学名：Trochalopteron variegatum），是画眉科噪鹛属的一种，分布于印度、巴基斯坦、阿富汗、中国大陆和尼泊尔。该物种的保护状况被评为无危。
杂色噪鹛的平均体重约为61.8克。栖息地包括亚热带或热带的高海拔疏灌丛和亚热带或热带的湿润山地林。该物种的模式产地在尼泊尔。

## 亚种
- 杂色噪鹛指名亚种（学名：Trochalopteron variegatum variegatum）。分布于尼泊尔以及中国大陆的西藏等地。该物种的模式产地在尼泊尔。[3]